# Parapsenes
Parapsenes is een monotypisch geslacht van straalvinnige vissen uit de familie van kwallenvissen (Nomeidae). Het geslacht is voor het eerst wetenschappelijk beschreven in 1949 door Smith.

## Soort
- Parapsenes rotundus (Smith, 1949)